# Quincey (Côte-d'Or)
 Quincey  es una población y comuna francesa, en la región de Borgoña, departamento de Côte-d'Or, en el distrito de Beaune y cantón de Nuits-Saint-Georges.

## Demografía
| 228 | 226 | 216 | 250 | 316 | 379 |
| Para los censos de 1962 a 1999 la población legal corresponde a la población sin duplicidades (Fuente: INSEE [Consultar]) |     |     |     |     |     |